# 1967 рік у науковій фантастиці
1967 рік у науковій фантастиці ознаменувався цілою низкою подій.

## Вперше видані науково-фантастичні книги

### Вперше опубліковані романи
1. Мацей Кучинський «Атлантида, острів вогню» (пол. «Atlantyda, wyspa ognia») (Польща)[1].
2. Джон Крістофер «Білі гори» (англ. «The White Mountains») (Англія)[2].
3. Роберт Сілвеберґ «Брама світів» (англ. «The Gate of Worlds») (США)[3].
4. Марек Корейво «В космічному транспорті» (пол. «W kosmicznym pojeździe») (Польща)[4].
5. Кейт Вільгельм «Вбивча річ» (англ. «The Killer Thing) (США)*[5].
6. Роберт Сілверберг «Відкрити небо[it]» (англ. «To Open the Sky) (США)*[6].
7. Володимир Савченко «Відкриття себе» (рос. «Открытие себя») (Українська РСР)[7].
8. Енн Маккефрі «Відновлена[en]» (англ. «Restoree») (США)[8].
9. Рей Лютер «Внутрішній мозок» (англ. «Intermind») (Англія)[9].
10. Ірвін Ґрінфілд[en] «Води смерті» (англ. «:Waters of Death») (США)[10]
11. Еміль Петайя «Володар зеленої планети» (англ. «Lord of the Green Planet») (США)[11].
12. Роджер Желязни «Володар світла» (англ. «Lord of Light») (США)[12].
13. Марк С. Джестон «Володарі зорельоту[en]» (англ. «Lords of the Starship») (США)[13].
14. Кеннет Балмер[en] «Втекти від Судного дня[en]» (англ. «To Outrun Doomsday») (Англія)[14].
15. Джордж Клейтон Джонсон та Вільям Ф. Нолан «Втеча Логана» (англ. «Logan's Run») (США)[15]
16. Гейден Говард[de] «Вторгнення ескімо» (англ. « The Eskimo Invasion»), (США)[16].
17. Денніс Фелзем Джоунз «Імплозія» (англ. «Implosion») (Англія)[17]
18. Кіт Ломер «Галактична одісея[en]» (англ. «Galactic Odyssey») (США)[18].
19. Б. Р. Брюсс[fr] «Галактичний трапер» (фр. «La Planète introuvable») (Франція)[19].
20. Петер Жолдош «Далеке вогнище[hu]» угор. «Távoli tűz»(1969) (Угорщина)[20].
21. Едмунд Купер[en] «Далекий захід сонця» (англ. «A Far Sunset») (Англія)[21].
22. Маргарет Сент-Клер «Дельфіни Альтаїру» (англ. «The Dolphins of Altair») (США)[22]
23. Рой Маєрс (англ. Roy Meyers) «Дельфінячий наїзник» (англ. «Dolphin Boy») (Англія)[23][24].
24. Рю Місуце «Десять мільярдів днів, сто мільярдів ночей» (Хайєкуоку но Хіру то Сеньйоку но Йору, або 百億の昼と千億の夜) (Японія)[25].
25. Б. Р. Брюсс[fr] «Дивна планета» (фр. «L'Étrange Planète Orga») (Франція)[26].
26. А. Бертрам Чендлер «Дорога до межі» (англ. «The Road to the Rim») (Австралія)[27].
27. Сакьо Комацу «Еспі[ja]» (яп. «エスパイ»)* (Японія)[28].
28. Томас М. Діш "Відлуння навколо його кісток (англ. «Echo Round His Bones») (Англія)[29].
29. Альгіс Будріс «Залізний шип[nl]» (англ. «The Iron Thorn») (США)[30]
30. Філіп К. Дік та Рей Нельсон «Захоплення Ганімеда[en]» (англ. «The Ganymede Takeover) (США)*[31].
31. Хол Клемент «Зверху — океан» (англ. «Ocean on Top»)** (США)[32].
32. Джон Браннер «Зибучий пісок» (англ. «Quicksand) (Англія)[33].
33. Джеймс Бліш та Нормен Л. Найт[en] «Злива облич» (англ. «A Torrent of Faces, 1967), (США)[34]
34. Ґордон Р. Діксон «Космічні плавці» (англ. «The Space Swimmers»)[35].
35. Г'ю Волтерс[en] «Космоліт до Сатурна[en]» (англ. «Spaceship to Saturn»)  (Англія)[36].
36. Тед Вайт[en] «Коштовності звідколи завгодно» (англ. «The Jewels of Elsewhen») (США)[37].
37. Анна Каван[en] «Крига[en]» (англ. «Ice») (Англія)[38].
38. Браян Олдіс «Криптозойський» (англ. «An Age») (Англія)[39].
39. Аєн Воллес «Кройд» (англ. «Croyd») (США)[40].
40. Джеймс Бліш «Ласкаво просимо на Марс» (англ. «Welcome to Mars») (США)[41].
41. Перч Арменакович Зейтунцян «Легенда XX століття» (вірм. «Քսաներորդ դարի լեգենդը») (Вірменська РСР)[42] (рос.)
42. Нормен Спінред «Люди у хащах» (англ. «The Men in the Jungle») (США)[43].
43. Стентон А. Кобленц "Малинова капсула (англ. «The Crimson Capsule») (США)[44].
44. Честер Ендерсон «Малюк-метелик[en]» (англ. «The Butterfly Kid») (США)[45].
45. Гаррі Гаррісон «Машина часу «Техниколор»» (англ. «The Technicolor Time Machine», також англ. «The Time Machined Saga», 1967) (США)[46].
46. Нільс Е. Нільсен «Меч чарівника» (дан. «Troldmandens Sværd») (Данія)[47][48][49][50][51][52].
47. Аріадна Громова «Ми однієї крові — ти і я!» (рос. Мы одной крови — ты и я!) (РРФСР).
48. Урсула Ле Ґуїн «Місто ілюзій» (англ. «City of Illusions») (США)[53].
49. Джон Крістофер «Місто золота і свинцю» (англ. «The City of Gold and Lead») (Англія)[54].
50. Кліффорд Сімак «Навіщо кликати їх назад з небес?» (англ. «Why Call Them Back from Heaven?»)[55].
51. Джон Браннер «Народжений під Марсом[it]» (англ. «Born Under Mars») (Англія)[56].
52. Боб Шоу «Нічна прогулянка» (англ. «Night Walk») (Північна Ірландія).
53. Джон Лаймінтон[en] «Нічні павуки» (англ. «The Night Spiders») (Англія)[57].
54. Ден Морґан[en] «Нові розуми» (англ. «The New Minds») (Англія)[58].
55. Андре Нортон «Операція «Пошук у часі»» (англ. «Warlock of the Witch World») (США)[59].
56. Анхеліка Городішер «Опус два» (ісп. Opus dos) (Аргентина)[60].
57. Мартін Кейдін «Останній задум» (англ. «The Last Fathom») (США)[61].
58. Джек Венс «Палац кохання[en]» (англ. «The Palace of Love»), (США)[62].
59. Франсіс Карсак «Паразити в гриві лева» (фр. «La vermine du lion»}, (Франція)[63].
60. Колін Вілсон «Паразити свідомості» (англ. «The Mind Parasites»)[64].
61. Семюел Ділейні «Перетин Ейнштейна» (англ. «The Einstein Intersection»)[65].
62. Роберт Сілверберг «Планета смерті» (англ. «Planet of Death») (США)[66].
63. Ґордон Р. Діксон та Кіт Ломер «Планетарний біг» (англ. «Planet Run») (США)[67].
64. Джон Браннер «Постановки часу[en]» (англ. «The Productions of Time»)* (Англія)[68].
65. Ролан Топор[fr] «Принцеса Ангіна» (фр. «La Princesse Angine») (Франція)[69].
66. Кліффорд Сімак «Принцип перевертня» (англ. «The Werewolf Principle»)[70].
67. Річард Каупер «Прорив» (англ. «Breakthrough») (Англія)[71].
68. Пол Андерсон «Світ без зірок[nl]» (англ. «World Without Stars») (США)[72].
69. Мартін Кейдін «Світ без чоловіків» (англ. «No Man's World») (США)[73].
70. Філіп К. Дік «Світ зворотного часу[en]» (англ. «Counter-Clock World») (США)[74].
71. Чарльз Плетт[en] «Світ сміття» (англ. «Garbage World») (Англія)[75].
72. Андре Рюеллан[fr] «Світовий океан» (фр. «Les océans du ciel») (Франція)[76].
73. Роберт Келлі[en] «Скорпіони» (англ. «The Scorpions») (США)[77]
74. Гордон Р. Діксон «Солдата не питають[en]» (англ. «Soldier, Ask Not»), (США)[78].
75. Роберт Сілверберг «Спостерігачі[en]» (англ. «Those Who Watch») (США)[79].
76. Леслі Пурнелл Дейвіс[en] «Сутінкова подорож» (англ. «Twilight Journey») (Англія)[80].
77. Б. Р. Брюсс[fr] «Таємниця супів» (фр. «La Planète introuvable») (Франція)[81].
78. Робер Мерль «Тварина, обдарована розумом» (фр. «Un animal doué de raison») (Франція)[82].
79. Бен Бова «Творці погоди» (англ. «The Weathermakers») (США)[83].
80. Роберт Сілверберг «Терни» (англ. «Thorns») (США)[84].
81. Жан-Марі Ґюстав Ле Клезльо «Терра Амата» (фр. «Le Terra Amata») (Франція)[85].
82. Фленн О'Браєн «Третій поліцейський[en]» (англ. «The Third Policeman») (Ірландія, видано в Англії)[86].
83. А. Бертрам Чендлер «Тривога з туманності[en]» (англ. «Nebula Alert») (Австралія)[87].
84. Свен Гольм[no] «Тьормуш, берег Атлантики» (дан. «Termush, Atlanterhavskysten») (Данія)[88].
85. Любен Ділов «У страху багато імен» (болг. «Многото имена на страха») (Болгарія)[89][90][91][92].
86. Річард Каупер «Фенікс» (англ. «Phoenix») (Англія).
87. Пірс Ентоні «Хтон[en]» (англ. «Chthon), (США)[93].
88. Кеннет Балмер[en] «Цикл Немезиди[en]» (англ. «Cycle of Nemesis») (Англія)[94]
89. Роберт Сілверберг «Часові стрибуни[en]» (англ. «The Time Hoppers») (США)[95].
90. Андре Нортон «Чарівник чаклунського світу» (англ. «Warlock of the Witch World») (США)[96].
91. Джеймс Шміц «Вузол: небезпечна територія» (англ. «The Hub: Dangerous Territory»).

- Романи, що раніше видавалися, проте видані вперше у відповідному форматі, варіанті редакції та відповідного розміру.
  - Романи вперше видані у журнальному варіанті у вигляді серіалу

### Вперше опубліковані повісті
1. Роберт Сілверберг «Станція Гоуксбілл» (англ. «Hawksbill Station») (США)[97].

### Вперше видані авторські збірки творів короткої та середньої форми
1. Джон Браннер «Геть з моїх думок[en]» (англ. «Out of My Mind») (Англія, видано у США)[98].
2. Вільям Гоуп Годжсон «Глибинні води[en]» (англ. «Deep Waters») (Англія)[99].
3. Артур Ч. Кларк «Дев'ять мільярдів імен Бога[en]» (англ. «The Nine Billion Names of God») (Шрі-Ланка, видано у США)[100].
4. Джеймс Баллард «День назавжди[en]» (англ. «The Day of Forever) (Англія)[101].
5. Гарлан Еллісон «З землі страху» (англ. «From the Land of Fear») (США)[102].
6. Юрген Андреас[en] «Земля без людей та інші історії» (нім. «Erde ohne Menschen und andere Stories»)[103].
7. Конрад Фіалковський «Крізь п'ятий вимір» (пол. «Poprzez piąty wymiar») (Польща)[104][105].
8. Айзек Азімов «Крізь скло, зрозуміло!» (англ. «Through a Glass, Clearly») (США)[106].
9. Володимир Михайлов «Люди та кораблі»" (рос. «Люди и корабли») (Латвійська РСР)[107].
10. Дмитро Біленкін «Марсіанський прибій» (рос. «Марсианский прибой») (Російська РФСР)[108].
11. Джек Венс «Минуле крізь майбутнє» (англ. «The Past Through Tomorrow») (США)[109].
12. Йон Бінґ[en] та Тур Оґе Брінґсвярд «Навколо сонця по колу» (норв. «Rundt solen i ring»)[110].
13. Кліффорд Д. Сімак «Найкращі науково-фантастичні оповідання Кліффорда Д. Сімака» (англ. «Best Science Fiction Stories of Clifford D. Simak») (США)[111].
14. Джеймс Баллард «Область зруйнувань[en]» (англ. «The Day of Forever») (Англія)[112].
15. Джеймс Баллард «Перевантажена людина[en]» (англ. «The Overloaded Man) (Англія)[113].
16. Ніл Р. Джоунз[en] «Планета подвійного сонця» (англ. «The Planet of the Double Sun»)[114].
17. Анджей Чеховський[pl] «Прибульці (збірка)» (пол. «Przybysze») (Польща)[115].
18. Лі Брекетт «Пришестя терранців» (англ. «The Coming of the Terrans») (США)[116].
19. Гарлан Еллісон «Рота я не маю та кричати мушу» (англ. «I Have No Mouth and I Must Scream») (Англія)[117].
20. Томас М. Діш «Сто дві бомби[en] (англ. «One Hundred and Two H-Bombs») (Англія)[118].
21. Чеслав Хрущевський „Тихий океан — небо“ (пол. «Pacyfik-Niebo») (Польща)[119][120].
22. Роджер Желязни „Четвірка на майбутнє[en]“ (англ. «Four for Tomorrow»)  (США)[121].
23. Володимир Михайлов „Чорні журавлі“ (рос. «Черные журавли») (Латвійська РСР)[122].

#### Вперше видані авторські збірки пов'язаних творів короткої та середньої форми
1. Джеймс Бліш „Зоряний шлях“ (англ. «Star Trek», 1967) (США)[123]
2. Енн Маккефрі „Корабель, що співав“ (пол. «The Ship Who Sang») (США).

### Вперше видані колективні антології
1. „Аналог 5“ (англ. «Analog 5») (США) за редакцією Джон Вуд Кемпбелла-молодшого[124].
2. „Відчуття дива“ (англ. «A Sense of Wonder») (США) за редакцією Сема Московиця[125].
3. „Найвеличніші науково-фантастичні оповідання про Місяць[en]“ (англ. «Great Science Fiction Stories About the Moon») (США) за редакцією Т. Ю. Дікті[en][126].
4. „Найкраща наукова фантастика світу: 1967[en]“ (англ. «World's Best Science Fiction: 1967») (США) за редакцією Дональда Е. Воллгайма та Террі Карра[en][127].
5. „НФ: Найкраще з найкращого“ (англ. «SF: The Best of the Best») (США) за редакцією Джудіт Мерріл[128]
6. „Небезпечні видіння[en]“ (англ. «Dangerous Visions») (США) за редакцією Гарлана Еллісона.
7. „Нове написане в НФ 10[en]“ (англ. «New Writings in SF 10») (Англія) за редакцією Едварда Джона Карнелла[en].
8. „Нове написане в НФ 11[en]“ (англ. «New Writings in SF 11») (Англія) за редакцією Едварда Джона Карнелла[en].
9. „Оповідання премії «Неб'юла» 2[en]“ (англ. «Nebula Award Stories Two») (США, видано в Англії)за редакцією Гаррі Гаррісона та Браєна В. Олдіса[129].
10. „Орбіта[en] 2“ (англ. «Orbit 2») (США) за редакцією Деймона Найта[130].
11. „Шедеври наукової фантастики“ (англ. «Masterpieces of Science Fiction») (США) за редакцією Сема Московиця[131].

### Видані перші в році випуски журналів науково-фантастичного та футурологічного характеру
1. „If“: Січень 1967» (англ. «If, January 1967») (США) за редакцією Фредерика Пола[132].

### Вперше видані нехудожні книги науково-фантастичного та футурологічного характеру

#### Критичні роботи на фантастичні теми

##### Критичні роботи про життя та творчість письменників фантастів
1. Дейвід Сендерс (англ. David Sanders) «Джон Герсі» (англ. «John Hersey») (США)[133].
2. Роберт М. Ґрінфельд (англ. Robert M. Greenfield) «Дискусійний Орвелл» (англ. «Discursive Orwell») (США)[134].
3. Марк Р. Гіллегас (англ. Mark R. Hillegas) «Майбутнє як кошмар: Г. Дж. Веллс та антиутопії» (англ. «The Future As Nightmare: H. G. Wells and the Anti-Utopians») (США)[135][136].
4. Борис Ляпунов (рос. Ляпунов Борис Валерианович) «Олександр Беляєв. Критико-біографічний нарис» (рос. «Александр Беляев. Критико-биографический очерк») (Російська РФСР)[137].
5. Джералд Лайонел Файдрер (англ. Gerald Lionel Fiderer) «Психоаналітичне дослідження романів Джорджа Орвелла» (англ. «A Psychoanalytic Study of the Novels of George Orwell») (США)[138].

##### Критичні роботи про теми, сюжети та історію розвитку фантастики
1. Роберт Кендолл Додж (англ. Robert Kendall Dodge) «Вплив машин і технологій на американську літературу пізнього XIX - початку XX століття» (англ. «The Influence of Machines and Technology on American Literature of the Late Nineteenth and Early Twentieth Centuries») (США)[139].
2. Елізабет Генсот (англ. Elisabeth Hansot) „Дослідження класичних та сучасних утопій“ (англ. «A Study in Classical and Modern Utopias»)[140].
3. Георгій Гуревич «Карта Країни Фантазій» (рос. «Карта Страны Фантазий»)[141].
4. Білл Ґ. Ніппер (англ. Bill G. Knepper) «Назад до Мафусаїла та утопічна традиція» (англ. «Back to Methuselah and the Utopian Tradition») (США)[142].
5. Констенс К. Фледдерджгенн (англ. Constance C. Fledderjohann) «Порівняльне дослідження характерного трактування американських та британських авторів фентезі у дитячій літературі» (англ. «Comparative Study of the Differential Treatment by American and British Authors of Fantasy in Children's Literature») (США)[143].
6. Вільям Дж. Ґрімз (англ. William J. Grimes) «Радянська наукова фантастика: Олександр Беляєв, Іван Єфремов, Аркадій і Борис Стругацькі» (англ. «Soviet Science Fiction: Aleksandr Beljaev, Ivan Efremov, and Arkadij and Borsi Srugackij») (США)[144].

#### Футурологічні праці
1. Борис Ляпунов (рос. Ляпунов Борис Валерианович) «Хімія завтра» (рос. «Химия завтра») (РРФСР)[145].
2. Айзек Азімов (англ. Isaac Asimov) «Чи є хтось?» (англ. «Is Anyone There?») (США)[146][147].

## Науково-фантастичні фільми, що вперше з'явилися на екранах

### Повнометражні науково-фантастичні фільми, що вперше з'явилися на екранах
1. "Вік-енд Хуліо Кортасара[148][149]. Прем'єра фільму відбулася 29 грудня.
2. «Жульвернівська ракета до Місяця[en]» (англ. «Jules Verne's Rocket to the Moon»)  (Велика Британія), режисера Дона Шарпа[en] за сценарієм Дейва Фрімена[en] на основі сюжету Гаррі Елан Тауерса[en], натхненного творами Жуля Верна[150]. Прем'єра фільму відбулася 13 липня.
3. «Зінда Лааш» (урду «زندہ لاش»)  (Пакистан), режисера Хвая Шарфаза за сценарієм Насіма Різвані та Хвая Шарфаза за мотивами роману Дракула ірландського письменника Брема Стокера[151].
4. «Зворотний відлік» (англ. «Countdown») США, фантастична драма режисера Роберта Олтмена за сценарієм Лоріна Менделя[en], знята за мотивами роману 1964-го року Генка Сірлза[en] «Проект Пілігрим»[152]. Прем'єра фільму відбулася 20 серпня 1967 року у Великій Британії.
5. «Його звали Роберт» (рос. «Его звали Роберт») (Російська РФСР), фантастична комедія режисера Іллі Ольшвангера[ru] за його ж сценарієм[153][154]. Прем'єра фільму відбулася у 12 липня 1967.
6. «Квадромаса і колодязь» (англ. Quatermass and the Pit), або «П'ять мільйонів років до Землі» (англ. Five Million Years to Earth) (в американському прокаті) режисера Роя Ворда Бейкера за сценарієм Найджела Ніла[en] на основі однойменного телесеріалу[en]], показаному на каналі BBC Television в кінці 1958 — на початку 1959 року. Прем'єра фільму відбулася 9 листопада[155].
7. «Незрівнянний» (італ. «Matchless») (Італія), режисера Альберто Латтуада за сценарієм Ерманно Донаті (італ. Ermanno Donati) Альберто Латтуада, Луїджі Малерба, Джека Палмена[en], Діна Крейга[en]. Прем'єра фільму відбулася 13 серпня[156].
8. «Ніч великої спеки» режисера Теренс Фішера[en] за сценарієм Піпа та Джейн Бейкерів[en] на основі однойменним романом[en] Джона Лаймінтона[en], виданого у 1959 році. Прем'єра фільму відбулася 26 травня[157].
9. «Продавець повітря» (рос. «Продавец воздуха»)  (УРСР), режисера Володимиром Рябцевим за сценарієм Олександра Петровського на основі однойменного роману Олександра Бєляєва 1929 року[158]. Прем'єра фільму відбулася 4 грудня.
10. «Туманність Андромеди» (рос. «Туманность Андромеди»)  (УРСР), режисера Євгена Шерстобитова за сценарієм Володимира Дмитревського та Євгена Шерстобитова на основі однойменного роману Івана Єфремова[159]. Прем'єра фільму відбулася 23 березня (ТБ)[160].
11. «Усередині як Флінт[en]» (англ. «In Like Flint»)  (США), режисера Ґордона Даґласа[en] за Хола Фімберґа (англ. Hal Fimberg), продовження фільму «Наша людина Флінт»[161]. Прем'єра фільму відбулася 5 березня.
12. «Чарівники[en]» (англ. «The Sorcerers»)  (Велика Британія), режисера Майкла Рівза[en] за сценарієм Тома Бейкера Майкла Рівза[162]. Прем'єра фільму відбулася у листопаді.

### Короткометражні науково-фантастичні фільми, що вперше з'явилися на екранах
1. «Електронний лабіринт: THX 1138 4EB[en]» (англ. «Electronic Labyrinth: THX 1138 4EB»)  (Велика Британія), режисера Джорджа Лукаса за його ж сценарієм[163]. Прем'єра фільму відбулася у листопаді.

### Науково-фантастичні мультфільми, що вперше з'явилися на екранах
1. «Бембі зустрічає Годзіллу» (англ. «Bambi Meets Godzilla») — (Канада), режисера Марва Ньюленда[en] за його ж сценарієм[164].

## Науково-фантастичні телесеріали, що вперше з'явилися на телеекранах
1. «В'язень[en]» (англ. «The Prisoner») — (Велика Британія), режисерів Петріка Макгугена[en], Пета Джексона[en], Дона Чеффі[en], Дейвід Томбліна[en] за сценарієм Петріка Макгугена, Джорджа Маркштайна[en], Ентоні Скіна (англ. Anthony Skene), Вінсента Тіслі (англ. Vincent Tilsley), Дейвіда Томбліна та Теренса Філі[en][165].
2. «Прибульці[en]» (англ. «The Invaders») — (США), режисера Ларрі Коена, за його ж сценарієм[166].

### Науково-фантастичні мультсеріали, що вперше з'явилися на телеекранах
1. «Кленгери[en]» (англ. «Clangers») — (Велика Ьританія) Олівера Постґейта[en] Ендерсонів. Прем'єра стрічки відбулася 16 листопада.

## Проведені науково-фантастичні конвенції
1. 25-а всесвітня конвенція наукової фантастики[en], 31 серпня — 4 вересня, Стетлер Гілтон Готель[en] ((англ.)) (Нью-Йорк, Нью-Йорк, США).

## Вручені премії фантастики
1. «Премія Г'юґо» (англ. «Hugo Award») (міжнародна) у номінаціях:
- «найкраще оповідання»
- «найкращу коротку повість»
- «найкращу повість»
- «найкращий роман»
- Найкращий професійний журнал[en]
- Найкращому письменнику-аматору
- Найкращому професійному художнику
- Найкращому митцю-аматору[en]

2. «Неб'юла» (англ. «Nebula Award») (США) у номінаціях:
- «найкраще оповідання»
- «найкращу коротку повість»
- «найкращу повість»
- «найкращий роман»

3. Меморіальна премія імені Едварда Е. Сміта «Небесний жайворонок» (США) за внесок до жанру — Айзек Азімов.

### Інші літературні премії
- Нобелівська премія: номінанти[167], що мають у своєму доробку фантастичні твори:
- Жоржи Амаду
- Мігель Анхель Астуріас
- Сол Беллоу
- Хорхе Луїс Борхес
- Торнтон Вайлдер
- Симон Вестдайк
- Вітольд Гомбрович
- Роберт Ґрейвз
- Ґрем Ґрін
- Лоуренс Даррелл
- Жан Жене
- Анна Зегерс
- Ежен Йонеску
- Альєхо Карпентьєр
- Альберто Моравіа
- Жорж Сіменон
- Чарльз Персі Сноу
- Джон Рональд Руел Толкін
- Едвард Морган Форстер
- Ернст Юнґер

## Цього року померли
1. 19 серпня у Лос-Анджелесі (штат Каліфорнія) Х'юго Ґернсбек (англ. Hugo Gernsback) (1884—1967), письменник-фантаст, (Люксембург, США), у віці 83 роки.
2. 14 жовтня у Парижі (Іль-де-Франс) Марсель Еме (фр. Marcel Aymé) (1902—1967), письменник, (Франція), також відомий своїми фантастичними творами, у віці 65 років.
3. 13 червня у Щмаленбеці (земля Шлезвіг-Гольштейн) Ганс Райсманн[de] (нім. Hans Reimann) письменник (1889—1969), (Німеччина, ФРН), у віці 84 роки.

## Цього року народилися
1. 29 березня у місті Йонкерс, Нью-Йорк (США) Елізабет Генд (англ. Elizabeth Hand), письменниця-фантаст (США)[168][169].
2. 23 травня у місті Ваялла, штат Південна Австралія (Австралія) Шон Вільямс[en] (англ. Sean Williams), письменник-фантаст (Австралія)[170][171].
3. 11 вересня у місті Саарбрюккен, земля Саар, (ФРН) Маркус Гаммершмітт[de] (нім. Marcus Hammerschmitt), письменник-фантаст (Німеччина).
4. У Порт-Джеферсоні, Нью-Йорк (США) Тед Чан (англ. Ted Chiang), кит. спр. 姜峯楠, палл.: Цзян Фенань[172]) письменник-фантаст китайського походження (США)[173].

## Цього року дебютували у науковій фантастиці[174]
1. Ганс Йоахім Алперс[de] (1943–2011) зі збіркою «Земля без людей та інші історії» (нім. «Erde ohne Menschen und andere Stories»), як Юрген Андреас (англ. Jürgen Andreas)[103]..
2. Йон Бінґ[en] (1944—2014) зі збіркою «Навколо сонця по колу» (норв. «Rundt solen i ring»), у співавторстві Туром Оґе Брінґсвярдом[110].
3. Ґреґ Д. Бір (США) (1951 —) з оповіданням «Руйнівники» (англ. «Destroyers»)[175][176]
4. Ґюнтер (1928—2008) та Йоганна Браун (1929—2008) (НДР) з оповіданням «Логічна машина» (нім. «Die Logikmaschine»)[177]
5. Джек Водгемс[en] (Австралія) (1931—2017) «Є така собі крива людина» (англ. «There Is a Crooked Man») під псевдонімом К. М. О'Доннелл[178][179] у лютому.
6. Марк С. Джестон (США) з романом «Володарі зорельоту[en]» (англ. «Lords of the Starship»)[180].
7. Пемела Золайн (Велика Британія) (1941 —) з оповіданням «Теплова смерть Всесвіту» (англ. «The Heat Death of the Universe») у липні[181][182][183].
8. Джордж Р. Р. Мартін (США) (1948 —) з оповіданням «Лише діти бояться темряви» (англ. «Only Kids Are Afraid of the Dark») під псевдонімом К. М. О'Доннелл[184][185].
9. Баррі Н. Молзберґ (США) (1939—) з оповіданням «Ми приходимо через вікно» (англ. «The Heat Death of the Universe) під псевдонімом К. М. О'Доннелл[186][187].
10. Сахаріткул Сомтов (Таїланд, США) (1951 —) з віршем «Кіт нескінченності» (англ. «Kith of Infinity»)[188][189].
11. Карл-Гайнц Тушель[de] (1928—2005) з романом «Зоря пролітає повз» (нім. «Ein Stern fliegt vorbei»)[190].